# Президентські вибори у Франції 2007
Президентські вибори у Франції 2007 — чергові вибори Президента Французької республіки. Перемогу на виборах отримав Ніколя Саркозі.
Перший тур голосування відбувався в суботу, 21 квітня 2007 року (на французьких територіях в Північній і Південній Америці та східній частині Тихого океану) і неділю, 22 квітня 2007 (французьких територіях в західній частині Тихого океану, в Індійському океані і метрополії). Так як жоден кандидат не отримав більшості голосів (50 відсотків плюс один голос), другий тур між двома провідними кандидатами, Ніколя Саркозі і Сеголен Руаяль відбувся у суботу, 5 травня і неділю, 6 травня 2007 року.

## Кандидати
У виборах взяло участь 12 кандидатів. Офіційний список було остаточно затверджено Конституційною радою 19 березня 2007
Згідно із законом від 6 листопада 1962 року, усі кандидати повинні мати французьке громадянство і вік не менше 23 років (та ж вимога, що і для кандидатів у Національні збори).
Кандидати повинні одержати підписи від 500 виборних посадових осіб (мерів, членів парламенту, обраних представників) на підтримку своєї кандидатури. Ці підписи виборних посадових осіб повинні бути, принаймні від 30 різних департаментів і заморських територій, і не більше ніж 10 відсотків з одного і того ж регіону. Підпис від виборної посадової особи не означає офіційну підтримку політики кандидата, а те, що ця офіційна особа вважає кандидата серйозним. Кандидат також повинен подати заяву з докладним описом своїх особистих активів.
Кандидатами було висунуто:
- Ніколя Саркозі (Союз за Народний Рух).
- Сеголен Руаяль (Соціалістична партія).
- Франсуа Байру (Союз за французьку демократію, вибори 2002 року — 6,84%).
- Жан-Марі Ле Пен (Національний фронт, вибори 1974 року 0,75%, 1988 року — 14,39%, 1995 року — 15,00%, 2002 року — 16,86% і 17,79%).
- Олів'є Безансно (Революційна комуністична ліга, вибори 2002 року — 4,25%).
- Філіп де Вільє (Рух за Францію, вибори 1995 року — 4,74%).
- Марі-Жорж Бюффе (Французька комуністична партія).
- Домінік Вуане (Зелені, вибори 1995 року — 3,32%).
- Арлетт Лагіє (Робітнича боротьба, вибори 1974 року — 2,33%, 1981 року — 2,30%, 1988 року — 1,99%, 1995 року — 5,30%, 2002 року — 5,72%).
- Жозе Бове (безпартійний).
- Фредерік Ніу (Полювання, риболовля, природа і традиції).
- Жерар Шиварді (Національний комітет з відвоювання державних послуг).

## Передвиборна кампанія
Порядок проведення виборів президента Франції чітко записаний в статтях 6, 7 та 58 Конституції. Президент обирався раніше терміном на сім років. Проте, в 2000 році французи висловились на референдумі за скорочення з 7 до 5 років президентського мандату. Для перемоги у виборах кандидат має набрати абсолютну більшість голосів виборців.
За французьким законодавством, кандидати в президенти отримують від держави фінансову допомогу в залежності від кількості набраних в першому турі голосів. Ті, хто отримає менше 5% голосів може розраховувати на суму 774 000 євро. Ті, хто перейшов  п'ятивідсоткову межу отримує у десять разів більше — 7,740 млн євро. Кандидат, який вийшов до другого туру — 10,340 млн євро. Використання цих коштів на телевізійну рекламу  заборонено. Крім державної фінансової допомоги внески до передвиборчого фонду дозволяються тільки фізичним особам. Максимально — 4600 євро від однієї особи. Проте, кандидати мають право на необмежену фінансову допомогу з боку їхніх партій. 

## Результати
За результатами першого туру Ніколя Саркозі отримав 31%, а Сеголен Руаяль 26% — у той час як в 2002 році, Жак Ширак отримав 20%, і Ліонель Жоспен 16,18%. Право-центрист Франсуа Байру отримав 18,6% цього разу, майже потроївши свій результат 2002 року (6,8%). Кандидат від Національного фронту (FN) Жан-Марі Ле Пен, отримав тільки 10,4%, в порівнянні з його приголомшливим 16,9% результатом в 2002 році.Загалом ліві отримали 36% голосів, центристи — 19%, праві — 33% і 11% — крайні праві.
Крім 4 основних кандидатів, інші учасники президентської гонки отримали лише невелику кількість голосів на противагу попереднім президентським виборам. Олів'є Безансно (Революційна комуністична ліга) отримав менше 5% голосів (4,11%), що дозволило б йому отримати державну компенсацію за політичну кампанію. Традиціоналіст-аристократ Філіп де Вільє отримав 2,24%, комуністка Марі-Жорж Бюффе - 1,94 (у порівнянні з 3,37%, які отримав Робер Ю в 2002, які, до речі, тоді коштували йому його посади в Комуністичній партії). Кандидат зелених (Домінік Вуане) отримала лише 1,57% проти 5,25%, отриманих у 2002 році Ноелем Мамером. Істотно менше отримала також Арлетт Лагійе з Робочої боротьби: тільки 1,34 замість 5,72% у 2002. Не брали участі в голосуванні 15,4% виборців.
Відразу після першого туру всі ліві кандидати (крім Шиварді, що закликав бойкотувати вибори) висловилися на підтримку Сеголен Руаяль. Франсуа Байру спочатку заявляв про те, що він не буде підтримувати жодного з кандидатів, що вийшли у другий тур. Однак, пізніше він заявив, що не буде голосувати за Саркозі, що дало привід коментаторам говорити про приховану підтримку Руаяль і навіть про певні його домовленості з соціалістами. Жан-Марі Ле Пен у своєму зверненні 2 травня 2007 року закликав своїх прихильників не голосувати за жодного з кандидатів. Таким чином, з 10 кандидатів, які не пройшли в другий тур, Саркозі підтримав лише Філіп де Вільє.
Сумарні результати голосування 21-22 квітня і 5-6 травня 2007 року
| Кандидат – Партія | Кандидат – Партія                                                            | 1-ий тур   | 1-ий тур | 2-ий тур   | 2-ий тур |
| Кандидат – Партія | Кандидат – Партія                                                            | голосів    | %        | голосів    | %        |
| --- | ---------------------------------------------------------------------------- | ---------- | -------- | ---------- | -------- |
| Ніколя Саркозі | Союз за Народний Рух (Union pour un mouvement populaire)                     | 11,448,663 | 31.18%   | 18,983,138 | 53.06%   |
| Сеголен Руаяль | Соціалістична партія (Parti socialiste)                                      | 9,500,112  | 25.87%   | 16,790,440 | 46.94%   |
| Франсуа Байру | Союз за французьку демократію (Union pour la démocratie française)           | 6,820,119  | 18.57%   |            |          |
| Жан-Марі Ле Пен | Національний фронт (Front national)                                          | 3,834,530  | 10.44%   |            |          |
| Олів'є Безансно | Революційна комуністична ліга (Ligue communiste révolutionnaire)             | 1,498,581  | 4.08%    |            |          |
| Філіп де Вільє | Рух за Францію (Mouvement pour la France)                                    | 818,407    | 2.23%    |            |          |
| Марі-Жорж Бюффе | Французька комуністична партія (Parti communiste français)                   | 707,268    | 1.93%    |            |          |
| Домінік Вуане | Зелен (Les Verts)                                                            | 576,666    | 1.57%    |            |          |
| Арлетт Лагіє | Робітнича боротьба (Lutte ouvrière)                                          | 487,857    | 1.33%    |            |          |
| Жозе Бове | альтерглобаліст                                                              | 483,008    | 1.32%    |            |          |
| Фредерік Ніу | Полювання, риболовля, природа і традиції (Chasse, pêche, nature, traditions) | 420,645    | 1.15%    |            |          |
| Жерар Шиварді | Робітнича партія (Parti des travailleurs)                                    | 123,540    | 0.34%    |            |          |
| |                                                                              |            |          |            |          |
| Всього | Всього                                                                       | 36,719,396 | 100%     | 35,773,578 | 100%     |
| |                                                                              |            |          |            |          |
| Дійсних голосів | Дійсних голосів                                                              | 36 719 396 | 98,56%   | 35 773 578 | 95,80%   |
| Зіпсовані і пусті бланки | Зіпсовані і пусті бланки                                                     | 534 846    | 1,44%    | 1 568 426  | 4,20%    |
| Взяло участь | Взяло участь                                                                 | 37 254 242 | 83,77%   | 37 342 004 | 83,97%   |
| Утрималися | Утрималися                                                                   | 7 218 592  | 16,23%   | 7 130 729  | 16,03%   |
| Зареєстровані виборці | Зареєстровані виборці                                                        | 44 472 834 |          | 44 472 733 |          |
| Офіційні результати першого туру: Official first round results announced on April 25, 2007. Другого туру: Official second round results announced on May 10, 2007. |                                                                              |            |          |            |          |

За результатами виборів президентом було обрано Ніколя Саркозі.

## Контроверсії

### Фінансування передвиборної кампанії Ніколя Саркозі в 2007 році
У квітні 2012 року інтернет-видання Mediapart опублікувала документ про можливе фінансування передвиборної кампанії Ніколя Саркозі в 2007 році Лівією, яку Зіад Такіеддін назвав «заслуговуючим на довіру». Це була записка, підписана Мусою Кусою, тодішнім главою лівійських спецслужб, в якій Триполі обіцяв Саркозі «50 мільйонів євро»; проте не вказується, чи були ці кошти виплачені. Президент Саркозі і його оточення описали цю записку як «неправдиву», а сайт Mediapart - як «ліву контору». Mediapart є незалежним сайтом.